# Moscow Death Brigade
Moscow Death Brigade (kurz MDB; russisch Московская Бригада Смерти (МБС)) ist eine Hip-Hop-Gruppe aus Moskau, Russland. Die Band zählt sich selbst zum linksradikalen Spektrum und betont dies sowohl in ihren Texten als auch in ihrem stets mit Sturmhaube vermummtem Auftreten.

## Bandgeschichte
Die Band gründete sich im Jahre 2007, zunächst noch unter dem Namen Hoods Up 495. Im selben Jahr erschien ein erstes selbstbetiteltes Demotape mit dem Untertitel Hip-Hop for the Kids, auf welchem die Gruppe noch einen nasalen Sprechgesang, erinnernd an B-Real von Cypress Hill, verwendete. Die Mitglieder stammen aus der Hardcore-Punk-Szene und spielten unter anderem in der Thrashcore-Band George Harrison, bei der Streetpunk-Band Razor Bois sowie der Crossover-Band Siberian Meat Grinder. Gemein ist allen Mitgliedern eine Vorliebe für den Hip-Hop der 1980er/1990er Jahre wie Beastie Boys, Cypress Hill oder The Transplants und eine antifaschistische Grundhaltung. Nach Umbenennung in den heutigen Namen sowie dem Wechsel zum heutigen Stil, aggressive Raps mit teils gitarrenlastigen Hardcore-Beats zu verbinden, folgte ein Jahr darauf ein zweites selbstbetiteltes Demotape mit drei Songs.
Einer ersten Tour durch verschiedene europäische Länder sowie der Veröffentlichung einiger Free Tracks im Internet folgte 2010 eine vierjährige Auszeit der Band. Im Jahre 2014 veröffentlichte die Gruppe eine erste EP mit dem Namen Hoods Up, eine Anspielung auf den früheren Bandnamen, über Fire and Flames Music. Die EP erregte die Aufmerksamkeit der linken Punkszene Europas und sorgte dafür, dass die Band außerhalb der Grenzen Russlands bekannt wurde. Nach ausgiebigem Touren durch Ost- und Mitteleuropa, darunter unter anderem mit Feine Sahne Fischfilet folgte eine weitere EP mit der ebenfalls russischen und antifaschistischen Hardcore-Band What We Feel namens Here to Stay sowie eine Vinyl-Veröffentlichung über unter anderem Audiolith Records mit den Bands Feine Sahne Fischfilet, Los Fastidios und What We Feel. Letzteres war eine Benefiz-Single deren Erlös den Familien ermordeter russischer Antifaschisten zugutekam.
Am 15. Februar 2015 kam es zu einem für die Gruppe schädlichen Posting auf Indymedia im Vorfeld eines Auftritts in Berlin. Die Band wurde von einer anonymen Gruppe namens Antifascist Subculture Worldwide als Grauzonenband dargestellt, die nur marketingtechnisch agieren würde. Ihre antifaschistischen Einstellungen wären nur Lippenbekenntnisse. Stattdessen würde die Band Sexismus, Homophobie und Chauvinismus vertreten sowie einen ausgeprägten russischen Nationalismus befürworten. In einem vier Tage später veröffentlichten Statement der Gruppe wies diese die Vorwürfe weit von sich. Sie äußerten sich zusammen mit der ebenfalls angegriffenen Band What We Feel, dass „sie sich in ihrem Selbstverständnis als Antifaschisten gegen Nationalisten und Rassisten aller Couleur stellten.“
Mitte 2015 wurden mit Ghettoblaster, It's Us und Here To Stay innerhalb weniger Tage die ersten Videos der Gruppe auf YouTube hochgeladen. Es folgte eine Remix-EP der Songs Ghettoblaster und It's Us und im Anschluss eine erneute ausgiebige Tournee durch Europa, die Ende 2016 bis Anfang 2017 fortgeführt wurde.
Im Mai 2017 veröffentlichte die Band die Single Brother & Sisterhood und kündigte sowohl ein neues Album als auch die Fortsetzung ihrer Europatournee im Herbst an. Im Januar 2018 erschien mit Boltcutter dann das erste full-length Album auf Fire and Flames Music, auf dem die Band ihren Stil um Elemente aus dem Bereichen Techno und EDM erweiterte.
Im Frühjahr 2020 wurde mit Out The Basement der Opener ihres zweiten Studioalbums Bad Accent Anthems, das am 10. April 2020 über Fire and Flames Music erschienen ist, veröffentlicht.

## Auftreten und Image
Die Gruppe tritt mit Sturmhauben vermummt auf, laut eigener Aussage eher aus Stilgründen als zum Selbstschutz. Die Identitäten der beiden Rapper sowie des DJs werden bis heute geheim gehalten. Die Band selbst bezeichnet ihre Musik als Antifascist Circle Pit Hip-Hop oder Hardcore Hip-Hop. In ihren Musikvideos zeigt sich die Gruppe häufig beim Besprühen von Zügen oder Häusern. Musikalisch handelt es sich um einen Mix aus Hardcore-Punk im härteren Stil in der Tradition Hatebreed, Agnostic Front und Shattered Realm sowie Hip-Hop im 90er Jahre Stil wie Wu-Tang Clan oder Cypress Hill. Die russischen und englischen Texte behandeln Antifaschismus und sind gesellschaftskritisch. Themen sind unter anderem „Polizeibrutalität, Gewalt, die Propaganda der Massenmedien, soziale Vorurteile oder auch die Wehrpflicht“.

„In erster Linie sind wir Humanisten und Internationalisten. Wir glauben an eine Welt ohne Grenzen, in der das menschliche Leben das höchste Gut ist. Niemand darf getötet, entrechtet oder entmenschlicht werden, egal, welche Hautfarbe oder Herkunft er oder sie hat.“

Die Band versteht sich auch als Kollektiv um befreundete Künstler, darunter Sprayer, Konzertorganisatoren und politische Aktivisten.

## Diskografie
Alben
- 2018: Boltcutter (Fire and Flames Music)
- 2020: Bad Accent Anthems (Fire and Flames Music)
- 2024: Radio Hope

EPs:
- 2007: Hoods Up 495 (Eigenvertrieb)
- 2008: Moscow Death Brigade (Eigenvertrieb)
- 2014: Hoods Up (Fire and Flames Music/Tape Or Die)
- 2015: Here To Stay (Fire and Flames Music/Core Tex Records/The Voice of the Street Records; mit What We Feel)
- 2015: Ghettoblaster / It's Us Remix EP 2015 (Eigenvertrieb)
- 2021: Flares Are Burning (Fire and Flames Music)

Singles und Videos:
- 2010: Герои
- 2010: Твои карты биты
- 2010: Армейская
- 2011: Till The End (mit What We Feel)
- 2015: One For The Ski Mask
- 2015: Ghettoblaster
- 2015: It's Us
- 2015: Here To Stay (mit What We Feel)
- 2015: Papers, Please!
- 2017: Brother & Sisterhood
- 2018: Boltcutter
- 2018: What We Do
- 2019: Throw Ya Canz
- 2020: Out The Basement
- 2025: Voice Of The Nomads

Kompilationsbeiträge:
- 2011: Heroes auf DrushbAntifa Fight Local Resist Global (True Rebel Records)
- 2015: One For The Ski Mask auf United Worldwide (Audiolith/KOB Records/The Voice Of The Street Records)
- 2015: Here To Stay auf Plastic X Bomb #91 (Plastic Bomb Records; mit What We Feel)
- 2015: Viking’s Life auf Le Son De La Goupille: Refugees Welcome (Rap and Revenge)
- 2015: Anne Frank's Army auf A Story Of Teeth And Flowers (Eigenproduktion)